# Dorfkirche Stäbelow

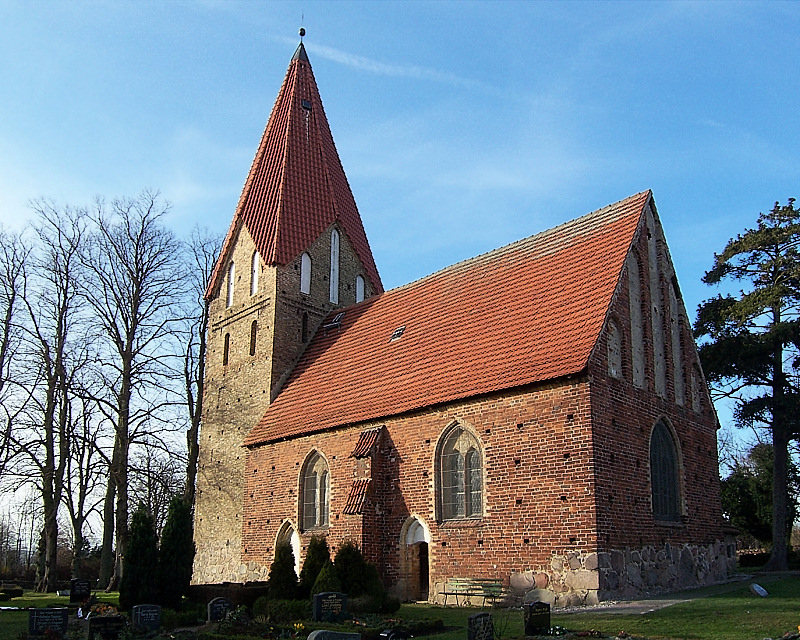
Dorfkirche Stäbelow

Die evangelische Dorfkirche Stäbelow ist eine gotische Dorfkirche in der Gemeinde Stäbelow im Landkreis Rostock in Mecklenburg. Sie gehört der Kirchengemeinde Parkentin-Hanstorf in der Propstei Rostock im Kirchenkreis Mecklenburg der Evangelisch-Lutherischen Kirche in Norddeutschland (Nordkirche).

## Baubeschreibung

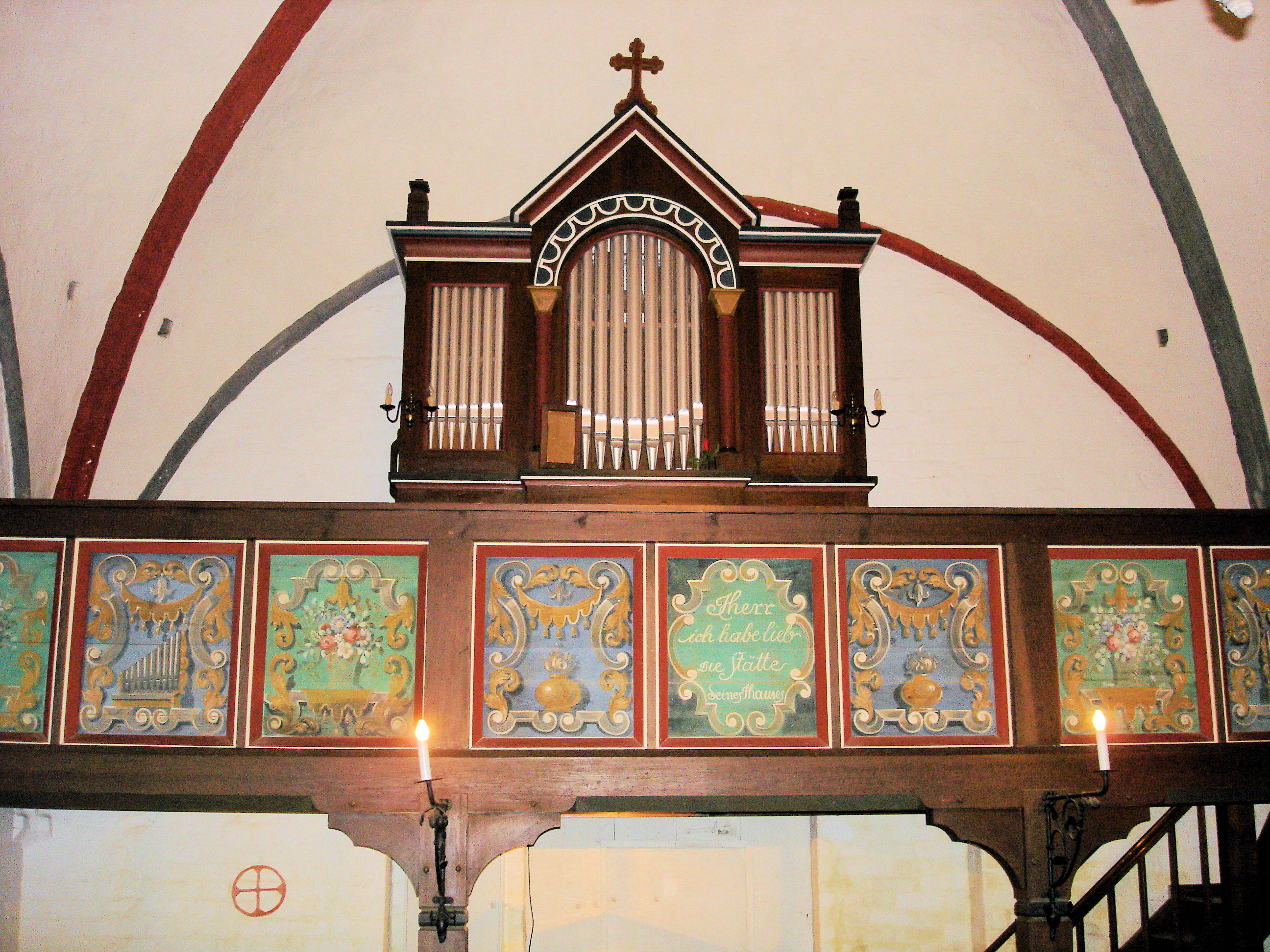
Orgel der Dorfkirche Stäbelow

Die Dorfkirche von Stäbelow ist ein schlichter gotischer Backsteinbau auf einem Feldsteinsockel mit rechteckigem Grundriss, der dendrochronologisch auf 1366 datiert wurde. Sie besitzt lediglich zwei querrechteckige Joche mit niedrig ansetzenden Kreuzrippengewölben ohne einen abgetrennten Chorraum. Das Bauwerk wird äußerlich durch den schlichten Westturm aus der Mitte des 15. Jahrhunderts mit achteckigem Helm und durch die Blendengiebel des Turms, des Ostgiebels und der nördlich angebauten Sakristei bestimmt. An der Südseite befinden sich zwei schlanke Spitzbogenportale. Das Innere wird durch zweiteilige Spitzbogenfenster beleuchtet, nur das Ostfenster ist dreiteilig.

## Ausstattung
Die Kirche hatte einen mittelalterlichen Flügelaltar von 1530, der im Jahr 1830 zusammen mit großen Teilen des weiteren Inventars durch eine einheitlich neugotische Ausstattung ersetzt wurde, welche ihrerseits 1956 entfernt wurde. Die liturgische Ausstattung bilden ein silbervergoldeter Kelch und eine Patene aus dem 17. Jahrhundert. Von der Ausstattung sind weiter zwei Taufschalen aus Messing von 1768 und vom Ende des 19. Jahrhunderts zu erwähnen. Die Glocke wurde 1753 von Johann Valentin Schultz aus Rostock gefertigt. Ein Kronleuchter aus Messing datiert aus den Jahren um 1840.
Die Orgel ist ein Werk von Felix Grüneberg aus dem Jahr 1915 mit neuromanischem Prospekt und vier Registern auf einem Manual und Pedal.
| Manual C–f3 |    |                                 |
| Principal   | 8′ | c–dis1 Prospekt                 |
| Salicional  | 8′ | C–h Transmission aus Gedackt 8′ |
| Gedackt     | 8′ |                                 |

| Pedal C–d1 |     |  |
| Subbaß     | 16′ |  |

- Pedalcoppel
- Calcantenruf
- Superoctavcoppel (seitlicher Schiebehebel)